# Franz Kirchgeßner
Franz Kirchgeßner (* 20. März 1803 in Rauenberg; † 13. Januar 1867 in Freiburg im Breisgau; katholisch) war ein seit 1832 im badischen Staatsdienst stehender Jurist, der 1864 in den Ruhestand versetzt wurde.

## Familie
Franz Kirchgeßner war der Sohn des Ignaz Kirchgeßner, Sekretär der Landvogtei Rauenberg, und der Susanna geborene Weber. Er heiratete Luise geborene Siegl, mit der er acht Kinder hatte.

## Leben
Ab dem 23. Oktober 1822 studierte er Rechtswissenschaften an der Universität Heidelberg und bestand am 22. Januar 1830 das Staatsexamen. 1832 erhielt er das Schriftverfassungsrecht in Administrativsachen in Karlsruhe und wurde am 29. September 1835 Hofgerichtsadvokat und Prokurator beim Hofgericht des Mittelrheinkreises in Rastatt. Zum 6. Mai 1841 wurde er Amtsassessor beim Bezirksamt Mosbach und ab dem 3. März 1842 Amtmann beim Bezirksamt Eberbach. Am 5. Juli 1843 wechselte er zum Bezirksamt Boxberg und am 6. April 1848 wurde er Amtsvorstand beim Bezirksamt Philippsburg. Am 26. November 1850 wurde er in das Sekretariat der Kreisregierung des Seekreises in Konstanz versetzt und danach ab dem 13. April 1852 zum Oberrheinkreis nach Freiburg im Breisgau. Seine Zurruhesetzung erfolgte zum 29. Juli 1864.